# 斯普拉遁系列
斯普拉遁（中国大陆旧译、，台湾旧译）是由任天堂开发并发行的第三人称射击游戏系列。第一款游戏《斯普拉遁》于2015年5月在Wii U平台发行。续作《斯普拉遁2》于2017年7月在任天堂Switch平台发行；其新增下載內容《Octo Expansion》于2018年6月发行。最新作《斯普拉遁3》于2022年9月9日在任天堂Switch平台发行，是系列首次中文化的作品。其新增下載內容《尚興市》及《秩序篇》分別於2023年2月28日及2024年2月22日發行。
系列獲得良好的反響，獨特的游戏模式、美術风格、對戰机制和音乐也獲得好评，三款游戏均或多项荣誉与提名。尽管系列诞生不长，此系列共售了超過3000萬份。斯普拉遁還與多個第三方公司合作，發出多個漫畫以及全像投影音樂演唱會，並在2018年舉行電競比賽。

## 系列作品

### 斯普拉遁
《斯普拉遁》是由任天堂情報開發本部第二組開發的Wii U游戲。在早期的开发中，制作组首先花了“大约六个月”提出了“至少有70个想法”，最后，一个“四對四喷洒墨汁并以墨水面积作为胜利条件”的射击游戏草案最终被制作组选中。在早期的开发中并没有进行任何美术方面的设计，于是在《斯普拉顿》最早的开发版本中，玩家实际上是在操纵黑色或白色的形似「豆腐」的角色完成喷洒墨汁并占据面积的行为。后来制作组为了使喷洒墨汁这一行为直觉化而將主角的形象更改为「墨灵（Inkling）」，可以在人類和魷魚型態中切換，仅在人類姿態时才可以使用武器潑灑墨汁，但若需要潛入墨汁中以获得补给/治疗/移动速度等多种益处，则必须转换为无法使用武器的鱿鱼形态。
本作於2014年6月10日的E3 2014的任天堂直面會影片演示中亮相，並現場提供可試玩的版本。2015年5月8、9日和23日，遊戲發布了公開試玩版。2015年5月28日至30日，遊戲於全球發行。遊戲包括了單人英雄模式與多人模式。

### 斯普拉遁2
《斯普拉遁2》是由任天堂企劃製作本部第五組開發的任天堂Switch遊戲，於2017年1月公開。遊戲設定在首款遊戲的最終祭典約兩年後，且最終祭典的結果影響了本作的英雄模式劇情。
因缺少Wii U控制器的觸控式螢幕，《斯普拉遁2》包含重新設計的用戶界面，新的地圖、武器和能力。並新增「鮭魚跑」模式，讓玩家能夠合作對抗敵人。2017年12月添加新真格對戰模式「真格蛤蜊」。
2017年3月，任天堂舉辦「試射會」試玩活動、並於2017年7月15日舉辦第二次試玩活動「前夜祭」以體驗遊戲內的祭典。遊戲於2017年7月21日正式發行。
在任天堂Switch Online智慧型手機程式中，玩家可以查看遊戲內的統計資料、完成挑戰獲得手機桌布，並通過語音聊天與其他遊戲裡的玩家交流。
2018年3月的任天堂直面會，任天堂公布了付費新增內容《斯普拉遁2：Octo Expansion》，其中包含新的單人劇情和「章魚圈（Octolings）」角色，於2018年6月13日在全球推出。2022年4月，在《斯普拉遁3》預告中宣布任天堂Switch Online＋擴充包會員可以免費遊玩《Octo Expansion》。

### 斯普拉遁3
《斯普拉遁3》是由任天堂企劃製作本部第五組開發的任天堂Switch遊戲，於2021年2月17日在任天堂直面會中宣布。隔年4月22日的預告中，確認遊戲將於2022年9月9日發售。本作是系列首次支持中文游戏内容。2022年8月27日，任天堂舉行了提供試玩的「前夜祭」，主題為「最強的是哪一個？ 剪刀vs石頭vs布」。

## 祭典
祭典是在遊戲中舉行的特殊的、每月重複的遊戲內節日活動，玩家被問到一個二元問題並根據他們選擇的答案選擇一個團隊。例如，玩家可能會被要求在蛋黃醬或番茄醬之間進行選擇，或者他們更喜歡使用叉子還是勺子。與第一款遊戲類似，斯普拉遁2以祭典活動為特色，其中包括與其他品牌的跨界活動，包括來自其他任天堂資產，如《任天堂明星大亂鬥 特別版》和《超級瑪利歐》系列，以及第三方特許經營權，包括忍者龜、麥當勞、UNIQLO、Nike、三麗鷗、明治、百奇和日本職棒。
對於《斯普拉遁3》，現在有三個方面可供選擇。然後，玩家進行一系列地盤爭奪戰，並為他們選擇的一方貢獻分數。計分系統根據玩家的總分決定獲勝方。
儘管《斯普拉遁2》中的所有祭典都於2019年7月結束，但此後主題不斷重複，並於2021年1月15日至17日舉行了一場具有獨特主題“超級蘑菇大戰超級明星”的祭典，以慶祝超級馬里奧35週年。由於祭典期間提供的選擇具有兩極分化的性質，主題本身往往成為媒體關注的主題。主題範圍從偏好問卷（例如貓與狗，藝術與科學），到悖論（例如雞或蛋），或有時是現實生活中的企業合作夥伴關係的一部分，或與任天堂合作（例如與孩之寶合作的變形金剛主題祭典，與尼克儿童频道（Nickelodeon）合作的忍者龜和海綿寶寶主題活動，或與麥當勞合作）。在大多數祭典中，結果往往只會影響玩家在事件結束時的遊戲內獎勵水平，並且通常對遊戲的整體可玩性沒有影響。但是，每個遊戲的最後一個祭典除外，這標誌著開發者對遊戲的支持結束。據透露，斯普拉遁中最後一次祭典的結果影響了斯普拉遁2的故事模式，其中失敗的主角Callie成為了對手。在斯普拉遁3的主題和設置似乎基於斯普拉遁2的最終祭典的獲勝者“Chaos vs. Order”之後，開發人員後來證實了這一點。

## 其他媒體

### 印刷媒體
在2016年1月和2017年3月之間，兩部基於斯普拉遁的網絡漫畫系列出現在Enterbrain的周刊Famitsu雜誌上：由高橋奇諾繪製的Honobono Ika 4koma和多位同人作家的Play Manga。漫畫於2017年6月15日由角川未來出版社出版。繼2015年5月在CoroCoro上連載後，由Sankichi Hinodeya繪製的斯普拉遁漫畫系列於2016年2月開始在小學館的CoroCoro Comic雜誌上連載。後來在2017年被Viz Media收購了在北美出版漫畫的許可權。2017年7月，漫畫改編的動作漫畫被宣布，並於次月在CoroCoro的YouTube頻道上發布。截至2018年2月，該漫畫的印刷量已超過800,000份，該系列目前正在進行中。2017年4月，由Hideki Goto繪製的名為“斯普拉遁：Squid Kids Comedy Show”的漫畫系列在Bessatsu CoroCoro Comic上出版。它後來也被Viz Media 收購，併計劃在北美出版。

### 音樂
在斯普拉遁中，有「麻辣魷物（Squid Sisters）」、「腕儿姐妹（Off The Hook）」和「魚漿幫（Deep Cut）」等歌手，在遊戲中可以聽到由他們演唱的音樂。
現實中也會舉辦以這些虛擬歌手為主題的全息投影演唱會。2016年，為慶祝《斯普拉遁》售出100萬份，任天堂舉辦了一場名為“Squid Sisters Live”的巡迴演唱會。音樂會在日本的Niconico Tokaigi、Chokaigi和Niconico Cho派對以及巴黎的日本博覽會舉行。同樣，自2018年遊戲發布數月後，以斯普拉遁2的Off the Hook為特色的巡迴演唱會舉行。音樂會的錄音已被製作成專輯。Enterbrain於2015年10月21日在日本發行了官方配樂Splatune。續集斯普拉遁2的配樂和Octo擴展包的另一張配樂Octotune分別於2017年11月29日和2018年7月18日發行。斯普拉遁3的作曲家將於2022年10月在日本首次現場演出。

## 電競比賽
由於斯普拉遁中提供了競技遊戲模式，早在2016年就在日本舉辦了有贊助獎勵的競技電子競技比賽。隨著《斯普拉遁2》的發布，任天堂建立了「斯普拉遁2世界錦標賽」，並於2018年開始舉辦競技錦標賽。四人團隊參加一系列在線預選賽或現場錦標賽，以獲得參加世界錦標賽的邀請，這些比賽在任天堂世界錦標賽上與其他任天堂遊戲（如 《任天堂明星大亂鬥 特別版》）一起進行。該活動通常在任天堂的E3活動期間舉行並進行直播。

## 獎項
斯普拉遁系列中的遊戲普遍受到好評，其獨特的遊戲玩法被認為是對第三人稱射擊遊戲類型的成功改造。該系列中的兩款遊戲都獲得了各種遊戲出版物和組織的提名並獲得了無數獎項。斯普拉遁在2015年遊戲大獎中獲得了最佳射擊遊戲和最佳多人遊戲，並在第12屆英國學院運動會獎中獲得了遊戲創新、多人遊戲和原創遊戲獎項的提名。 它在第33屆金操縱桿獎中獲得了最佳家庭遊戲和最佳任天堂遊戲獎，而日本遊戲獎將其標記為 2015 年年度遊戲，英國學院兒童獎也是如此。斯普拉遁2被提名為2017年遊戲獎的最佳家庭遊戲和最佳多人遊戲，以及第14屆英國學院運動會獎的多人遊戲獎。它在第35屆金操縱桿獎中被提名為最佳多人遊戲和年度任天堂遊戲。該遊戲在CEDEC 2018上獲得了遊戲設計卓越獎。

## 影響
斯普拉遁中的角色出現在其他任天堂遊戲中，例如Wii U的《超級瑪利歐創作家》以及任天堂Switch上的《瑪利歐賽車8 豪華版》和《任天堂明星大亂鬥 特別版》等。
《任天堂明星大亂鬥 特別版》與斯普拉遁系列合作，收錄了「Moray Towers」的場地、26首音樂曲目和一個基於麻辣魷物的辅助模型。
2018年9月，《動物森友會 口袋露營廣場》與《斯普拉遁2》推出合作活動。
2019年7月，《俄羅斯方塊99》中推出了《斯普拉遁2》主題，以紀念同年7月18日《斯普拉遁2》的最終祭典。
Famicom的周邊商品光線槍在《斯普拉遁2》和《斯普拉遁3》中作為可用武器登場。而遊戲中出現的其他武器也被做成真實的玩具水槍販售。